# Nathalie Lind
Bertha Frederikke Nathalie Lind (1. oktober 1918 i København – 11. januar 1999 på Frederiksberg) var en dansk politiker, minister og advokat.
Hun var datter af fiskehandler i Hillerød Aage Lind (1861-1921) og bogholder Ane Johanne Björndahl (1878-1942). I 1943 blev hun gift med advokat Erik Knud Desiré Tfelt-Hansen (1918-1962) og i 1968 med direktør Niels Erik Langsted. Med den førstnævnte fik hun børnene Peer Carsten (1945) og Jan (1947).
Efter faderens tidlige død drev Nathalie Linds mor fiskeforretningen til sin død i 1942, hvorefter Nathalie Lind overtog den og drev den ved en bestyrer indtil 1954.
Hun blev student i 1936 og cand. jur. fra Københavns Universitet 1943. I 1943-1944 var hun sekretær i Mødrehjælpen og giftede sig i 1943 med sin studiekammerat Erik Tfelt-Hansen. I 1945 fik de begge ansættelse som politifuldmægtige i Ålborg. Da han blev ramt af sygdom, valgte hun i 1948 at etablere sig som advokat, fra 1949 som landsretssagfører i Ålborg. I 1955 flyttede hun til Virum.
Hun var tidligt kvindepolitisk aktiv og 1966-1968 landsformand i Dansk Kvindesamfund.
I 1964 blev hun valgt til Folketinget, men opnåede ikke genvalg i 1966. Da Varde-kredsen i 1968 blev ledig efter Erik Eriksen var hun derimod sikker på valg. Hun var medlem af Folketinget til 1981.
Hun var socialminister i Regeringen Hilmar Baunsgaard 1968-1971, justits- og kulturminister i Regeringen Poul Hartling 1973-1975 og justitsminister i Regeringen Anker Jørgensen III 1978-1979.
Hun blev kommandør af Dannebrog 1969; kommandør af 1. grad 1975.
Hun er begravet på Frederiksberg ældre kirkegård.